# Porýní

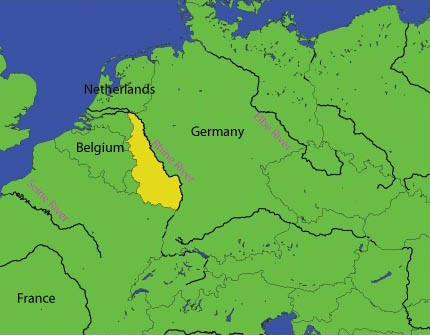
Mapka znázorňující západní část Porýní.

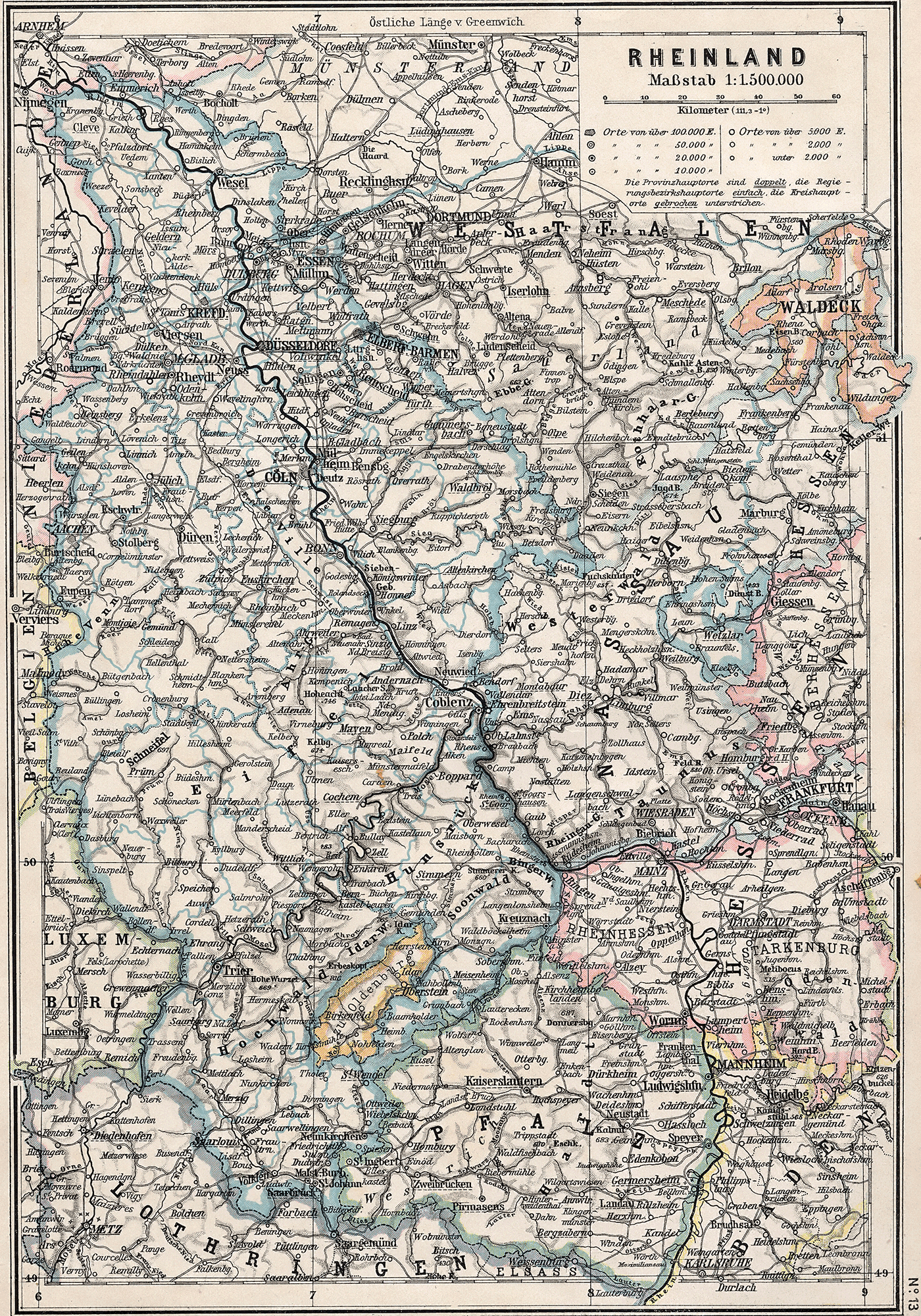
Pruská provincie Porýní v roce 1905

Porýní (německy Rheinland) zastarale Rýnsko je obecný název pro západoněmeckou oblast po obou březích řeky Rýn.
Jeho jižní a východní část je především kopcovitá s pohořími (Westerwald, Hunsrück, Taunus a Eifel), která protínají údolí řek Rýn a Mosela.
Na severu se nachází údolí řeky Ruhr.

## Významná sídla
Mezi největší města v této hustě osídlené oblasti patří Cáchy, Bonn, Kolín nad Rýnem, Duisburg, Düsseldorf, Essen, Koblenz, Krefeld, Leverkusen, Ludwigshafen, Mohuč, Mannheim, Mönchengladbach, Wiesbaden a Wuppertal.
Vedle severní části Itálie je Porýní oblast s největším znečištěním vzduchu v Evropě.

## Historie
Po kolapsu francouzského království v důsledku revoluce bylo jako německy mluvící region na dolním a středním toku řeky anektováno Pruskem. Po první světové válce byla jeho západní (levobřežní) část na základě Versailleské smlouvy okupována dohodovými vojsky a na východním (pravém) břehu řeky byla vytvořena 50 km široká demilitarizovaná zóna. Německá armáda Porýní znovu obsadila až roku 1936.